# 大黑艷鍬形蟲
大黑艷鍬形蟲(Mesotopus tarandus)
外觀上共分為兩種型態:
1.regius型鍬形蟲（Mesotopus regius）:大顎弧度較小，產地在非洲喀麥隆周邊
2.tarandus型鍬形蟲（Mesotopus tarandus）:大顎彎曲弧度較大，產地在非洲中西部